# Podișu (okręg Jassy)
Podișu – wieś w Rumunii, w okręgu Jassy, w gminie Bălțați. W 2011 roku liczyła 588 mieszkańców.